# Woldstedtius ambreui
Woldstedtius ambreui är en stekelart som beskrevs av Diller 1982. Woldstedtius ambreui ingår i släktet Woldstedtius och familjen brokparasitsteklar. Inga underarter finns listade i Catalogue of Life.